# Jennifer Hoffman
Pour les articles homonymes, voir Hoffman.
Jennifer Hoffman, née le 23 décembre 1980 à Gouda, est une actrice et présentatrice néerlandaise.

## Filmographie
- 2012 Laptop : Marie Louise
- 2012 Dokter Tinus : Lisa de Graaf
- 2009-2011 Verborgen gebreken : Puck Rademaker
- 2010 Gooische Frieten : Jennifer Hoffman
- 2009 Spion van Oranje : Lena
- 2006-2008 Spoorloos verdwenen : Max Noordhof
- 2007 Kapitein Rob en het Geheim van Professor Lupardi
- 2006 Rauw : Anouk
- 2005 Samen : Emma van Dordt
- 1999-2002 Westenwind : Sam de Graaf
- 2001 Dok 12 : Brenda